# قسم بيد شهر الريفي
قسم بيد شهر الريفي (بالفارسية: دهستان بيدشهر) (بالفارسية: دهستان بیدشهر) منطقة ريفية في ناحية بيدشهر، مقاطعة أوز، محافظة فارس، إيران. في إحصاء عام 2006 ميلادية، بلغ عدد سكانها 13,111 نسمة، في 2,579 عائلة، من أهل السنة والجماعة.